# Jhala Nath Khanal

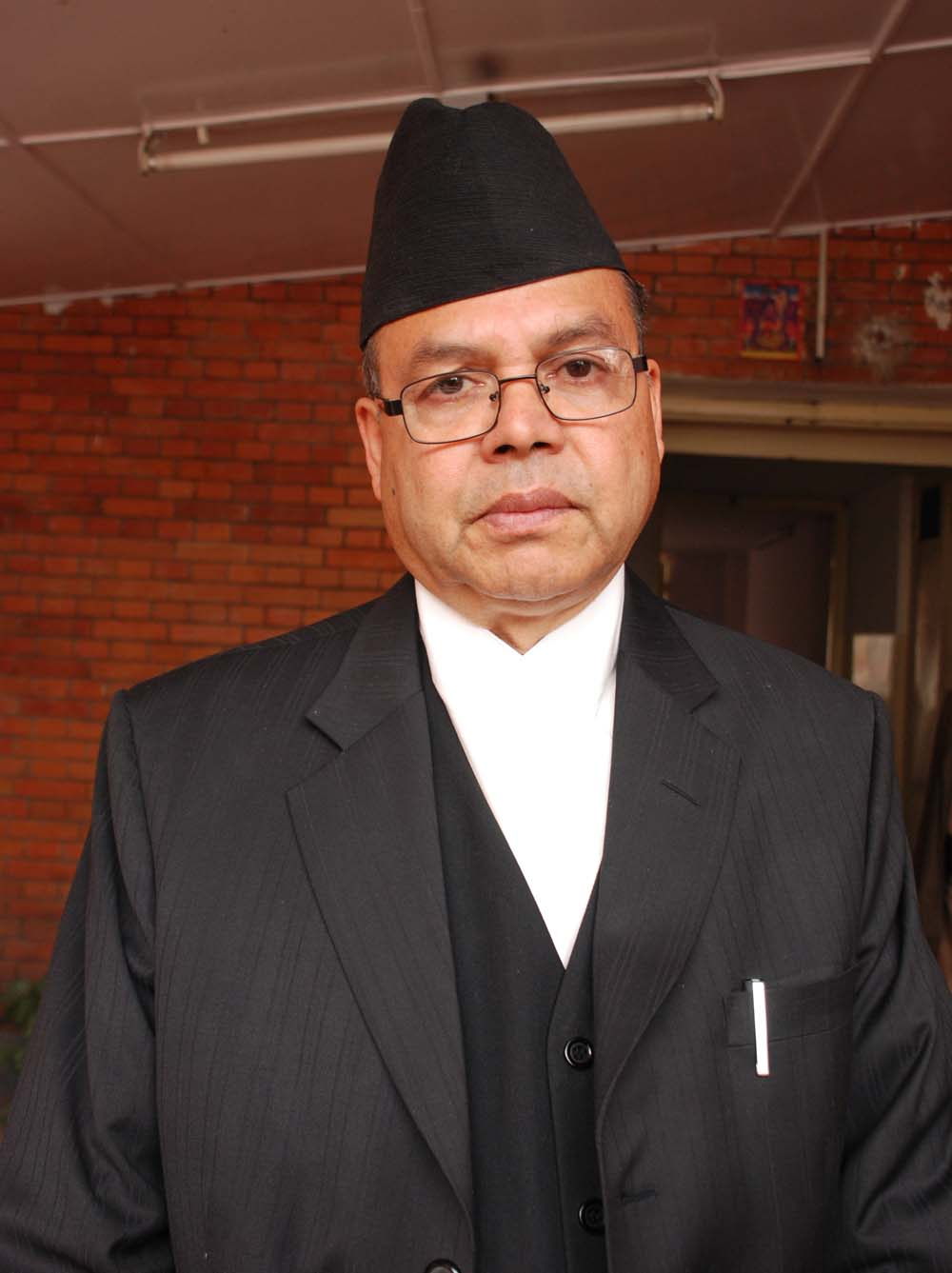
Jhala Nath Khanal (2011)

Jhala Nath Khanal (Nepali झलनाथ खनाल; * 20. Mai 1950 in Sakhejung, Distrikt Ilam) ist ein nepalesischer Politiker der Kommunistischen Partei Nepals (Vereinigte Marxisten-Leninisten) (CPN-UML). Er war von Februar bis August 2011 Premierminister von Nepal.

## Leben
Khanal war zunächst Mitglied der Kommunistischen Partei Nepals (Marxisten-Leninisten) und deren Generalsekretär zwischen 1982 und 1986. Später wurde er Mitglied der CPN-UML und wurde als deren Kandidat bei der Wahl zur Verfassunggebenden Versammlung Nepals 2008 als deren Kandidat zum Abgeordneten für den Wahlkreis Ilim-1 gewählt.
Während dieser Zeit war er von 2008 bis Februar 2009 Generalsekretär der CPN-UML, ehe er am 16. Februar 2009 Vorsitzender der Partei wurde. Zugleich war er Vorsitzender der CPN-UML-Fraktion in der Verfassunggebenden Versammlung und zeitweise auch Minister für Information und Kommunikation.
Am 3. Februar 2011 wurde er nach siebenmonatiger Vakanz von der Verfassunggebenden Versammlung zum neuen Premierminister Nepals gewählt und damit zum Nachfolger von Madhav Kumar Nepal, der am 30. Juni 2010 zum Rücktritt vom Amt des Premierministers gezwungen wurde.  Nachdem seine Bemühungen um eine neue Verfassung gescheitert waren, trat er im August 2011 von seinem Amt zurück.